# Azad Hind Bank

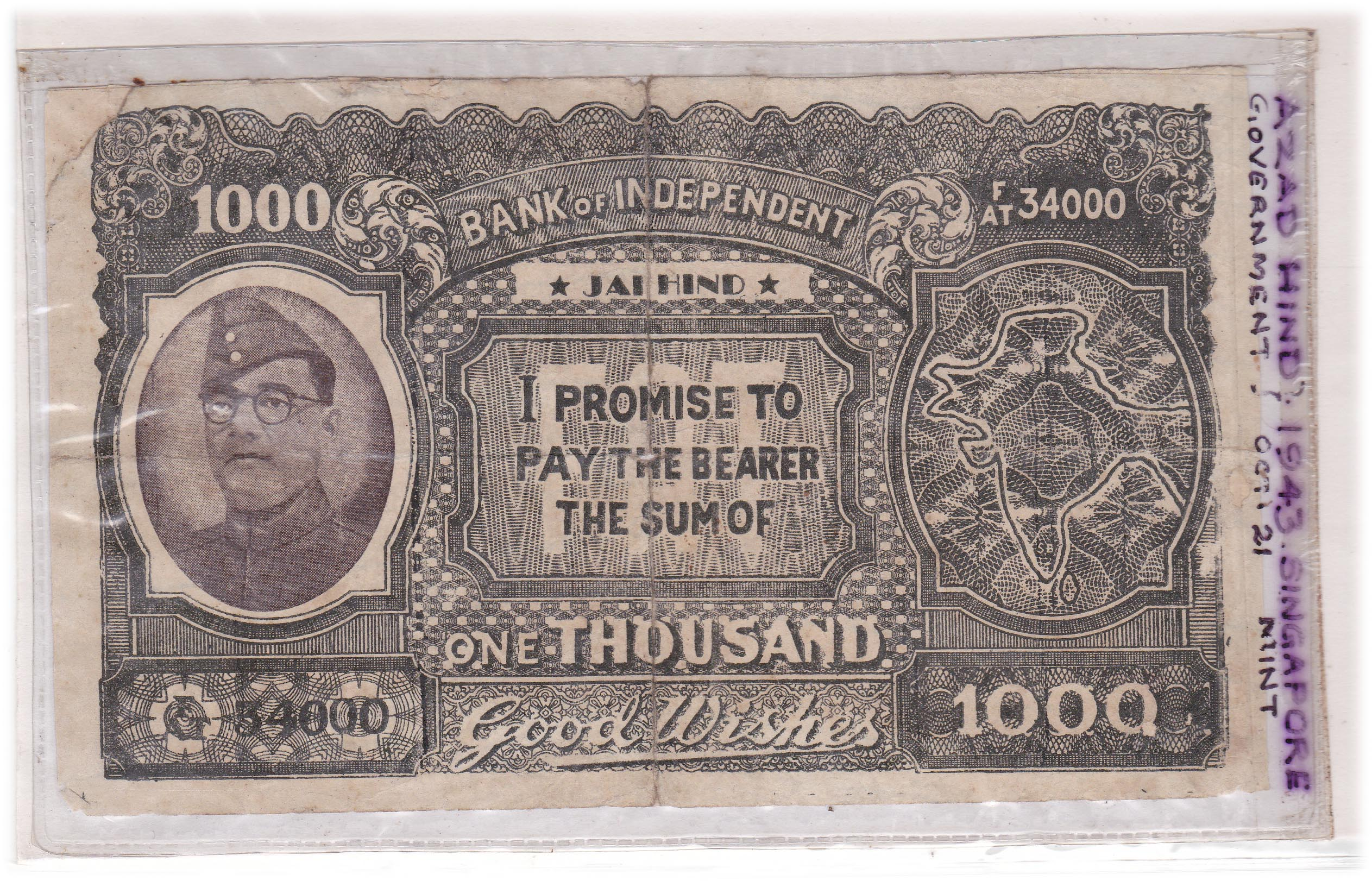
Geldschein der Azad Hind Bank. Die Aufschrift bedeutet übersetzt: „Ich verspreche, dem Überbringer die Summe von eintausend guten Wünschen zu zahlen“

Die Azad Hind Bank war eine provisorische Bank, die am 5. April 1944 während des Zweiten Weltkriegs von Subhas Chandra Bose für die Provisorische Regierung des Freien Indien gegründet wurde. Ihr Stammsitz befand sich in Rangoon, dem damaligen Hauptquartier der Exilregierung im heutigen Myanmar.
Am 21. Oktober 1943 bildete Subhash Chandra Bose die provisorische Regierung von Azad Hind und erklärte kurz danach am 23. Oktober 1943 Britisch-Indien und seinen Verbündeten den Krieg.
Bose gründete die Azad Hind Bank, um Gelder zu verwalten, die von der indischen Gemeinschaft weltweit für die Befreiung Indiens von der britischen Kolonialherrschaft gespendet wurden. Die Bank unterhielt ihre Filialen in allen von Japan – das die Bank letztendlich kontrollierte – besetzten Ländern. Die Geldscheine wurden in Form von Schuldscheinen ausgegeben, die gewöhnlich einseitig bedruckt waren. Das von der Provisorischen Regierung von Azad Hind gesammelte Geld wurde in der Bank verwaltet. Ursprünglich hatte die Bank ein genehmigtes Kapital von 5 Millionen Yen. Bis zum Ende des Zweiten Weltkriegs wurden insgesamt 2 Millionen Yen durch Spendengelder eingezahlt.